# Batalla de Horseshoe Bend
La batalla de Horseshoe Bend (también conocida como Tohopeka, Cholocco Litabixbee o la Horseshoe) tuvo lugar durante la Guerra anglo-estadounidense de 1812 en Alabama central, Estados Unidos. El 27 de marzo de 1814, las fuerzas de los Estados Unidos y sus indios americanos aliados bajo las órdenes del General Andrew Jackson derrotaron a los bastones rojos, una parte de la tribu de los indios creek liderados con eficacia por el shawnee Tecumseh. Esta batalla dio fin a la Guerra Creek.

## Antecedentes
La batalla es considerada parte de la Guerra de 1812. Los creek fueron a la guerra incitados por Tecumseh, el principal aliado británico, que trataba de construir una resistencia pan-india a la expansión americana. Los británicos planearon crear un gran estado indio «neutral» que sería un parachoques para los americanos. Horseshoe Bend fue la principal batalla de la Guerra Creek, con la que Andrew Jackson que pretendía obtener el control de las regiones indígenas. El general Jackson estaba a la orden de un ejército de milicia del Tennessee Occidental, que había convertido en una fuerza de enfrentamientos bien entrenada. Hay que añadir a estas unidades de milicia el 39º de Infantería de los Estados Unidos y aproximadamente 600 Cheroqui, Choctaw y Creeks Inferiores lucharon contra los indios creek Bastones Rojos. Después construir el Fuerte Williams en la primavera de 1814, el ejército de Jackson marchó cortando camino 10 km bosque adentro del campamento del jefe menawa de los Bastones Rojo cerca de una curva en el río Tallapoosa, llamado Curva de Herradura (Horseshoe Bend), en Alabama central, a 12 km al este de lo que es ahora Alexander City. Jackson envió al General John Coffee con la infantería montada y los indios aliados al sur cruzando el río para rodear el campo de los Bastones Rojos, mientras Jackson se quedó con el resto de la 2,000 infantería al norte del campamento.

## Batalla
El 27 de marzo, a las 10:30h, Jackson comenzó un bombardeo de artillería con dos cañones durante aproximadamente dos horas. No causaron grandes bajas. Los cheroquis de Coffee y la caballería comenzaron a cruzar el río y lucharon contra los Bastones Rojos en su retaguardia.
Jackson entonces ordenó una carga a la bayoneta. La infantería atacó los parapetos que rodeaban el campamento y atraparon a los Bastones Rojos en un fuego cruzado. Sam Houston (futuro gobernador de Tennessee y Texas, así como el presidente de la República de Texas) sirvió como tercer teniente en el ejército de Jackson y fue uno de los primeros en saltar las barricadas vivo siendo herido por una flecha Creek que lo dio problemas el resto de su vida.
La batalla continuó durante aproximadamente cinco horas. Aproximadamente 550 Bastones Rojos murieron en el campo, mientras muchos murieron intentando cruzar el río. El futuro Senador de los Estados Unidos John Eaton escribió: «Esta batalla dio un golpe de muerte a las esperanzas del enemigo, tampoco ellos se arriesgaron, después, a permanecer allí... En esta acción, los mejores y el más valiente de sus guerreros fueron aniquilados».
El jefe Menawa fue herido de gravedad, pero sobrevivió y condujo sólo a aproximadamente 200 de los 1,000 guerreros originales a través del río, a la seguridad de la tribu Seminola en la vecina Florida española.

## Resultados
El 9 de agosto de 1814, Andrew Jackson obligó los creeks a firmar el Tratado de Fuerte Jackson. A pesar de las protestas de los jefes creek que habían luchado junto a Jackson, la Nación creek traspasó 93,000 kilómetros ² —mitad de Alabama y parte de Georgia del sur— al Gobierno de los Estados Unidos. Aunque la Guerra Creek fuera en gran parte una guerra civil entre los propios creek, Andrew Jackson no vio ninguna diferencia entre los creek que habían luchado con él y los Bastones Rojos que lucharon contra él. 7,700 km² de los 93,000 km² que Jackson había obligado ceder a los creek fue reclamado por la Nación cheroqui que se había aliado con los Estados Unidos.
Esta victoria, junto con la Batalla de Nueva Orleans, dio a Andrew Jackson la popularidad para ganar las elecciones como Presidente de los Estados Unidos en 1828. 
Jackson traicionó a sus aliados cheroquis y choctaw, ordenando su traslado forzoso en la ley de Traslado Forzoso de los Indios (1830) y posteriores limpiezas étnicas (sendero de lágrimas), apropiándose de sus tierras. Junaluska, el jefe cheroqui que salvó la vida de Jackson en la batalla y quién condujo 500 Cheroquis en apoyo de Jackson en Horseshoe Bend, declaró: 

Si yo hubiese sabido que Jackson nos expulsaría de nuestras casas, le habría dejado morir en Horseshoe Bend

El campo de batalla se conserva en el Parque Militar Nacional Horseshoe Bend.

## En la ficción
La batalla de Horseshoe Bend es el punto inicial de la divergencia en el Rastro de gloria (cf. The Rivers of War, en la Wikipedia en inglés), la serie de novelas de historia alternativa por el autor Eric Flint. En la línea del tiempo cambiada por Flint, Houston sólo es ligeramente herido en la batalla. Es ascendido a capitán por Jackson y enviado a Washington para ayudar a negociar un acuerdo pacífico entre los Estados Unidos, los cheroquis, los creek y otras tribus del sur.